# Träslövs socken
Träslövs socken i Halland ingick i Himle härad, uppgick 1967 i Varbergs stad och området ingår sedan 1971 i Varbergs kommun och motsvarar från 2016 Träslövs distrikt.
Socknens areal är 31,17 kvadratkilometer, varav 30,91 land. År 2000 fanns här 5 401 invånare. Östra delen av Varberg tätorterna Södra Näs och Träslövsläge med Träslövsläge kyrka samt sockenkyrkan Träslövs kyrka ligger i socknen.  

## Administrativ historik
Träslövs socken har medeltida ursprung.
Vid kommunreformen 1862 övergick socknens ansvar för de kyrkliga frågorna till Träslövs församling och för de borgerliga frågorna till Träslövs landskommun. Ett område med 866 invånare införlivades 1953 med Varbergs stad. Landskommunen uppgick 1967 i Varbergs stad som 1971 ombildades till Varbergs kommun.
1 januari 2016 inrättades distriktet Träslöv, med samma omfattning som församlingen hade 1999/2000.  
Socknen har tillhört fögderier och domsagor enligt Himle härad. De indelta båtsmännen tillhörde Norra Hallands första båtsmanskompani.

## Geografi och natur
Träslövs socken ligger kusten och kring Himleån närmast söder och öster om Varberg. Socknen är till huvuddelen en bördig slättbygd.
Naturreservaten Gamla Köpstad Södra som delas med Tvååkers socken ingår i EU-nätverket Natura 2000 och Gamla Köpstad Norra.
Före 1835 fanns Himle härads tingsställe i Träslöv.
Genom Träslöv går E6 och länsväg 153, liksom flera sekundära länsvägar. Västkustbanan går och Varberg-Ätrans Järnväg gick genom området. Tidigare har det funnits en järnvägsstation i Träslöv.

## Historia

### Förhistoria
I Klastorp finns två dösar från bondestenåldern. Där finns också andra lösa lämningar av mänsklig aktivitet och tecken på jordbruk och boskapsskapskötsel från omkring 2500-2200 f.Kr. Det finns omkring 20 gravrösen i Träslövs socken. De flesta ligger längs med kusten och flera av dem har blivit öppnade eller förstörda. Det gäller bland annat den så kallade Klashögen. Där skulle enligt sägnen den man som gett namn åt Klastorp ligga begraven. De största bevarade röset finns strax norr om Södra Näs och är 35 meter i diameter och 3 meter högt, andra större rösen finns på Getterön samt i Gamla Köpstad.  Liksom från stenåldern finns det även flera lösa bronsåldersfynd i Klastorp, bland annat ett par bronsyxor. Mot gränsen till Hunnestads socken och Spannarps socken finns fornborgen Borreberg. Den består av en 90 meter lång och 1,5 meter hög stenvall, som tillsammans med ett naturligt stup skyddar ett område på 90 meter i diameter.

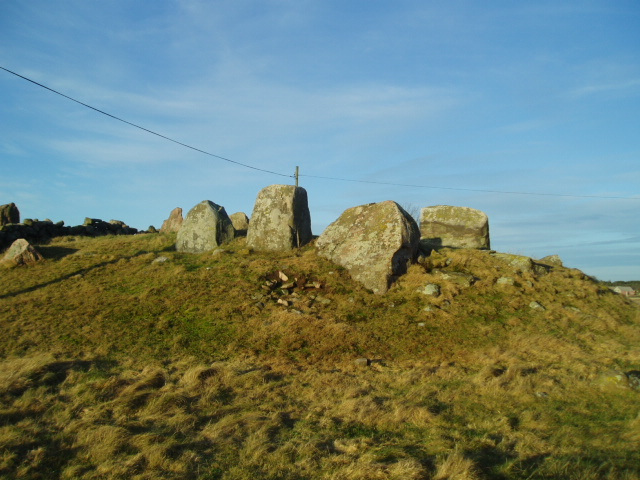
Den västra av dösarna i Klastorp.
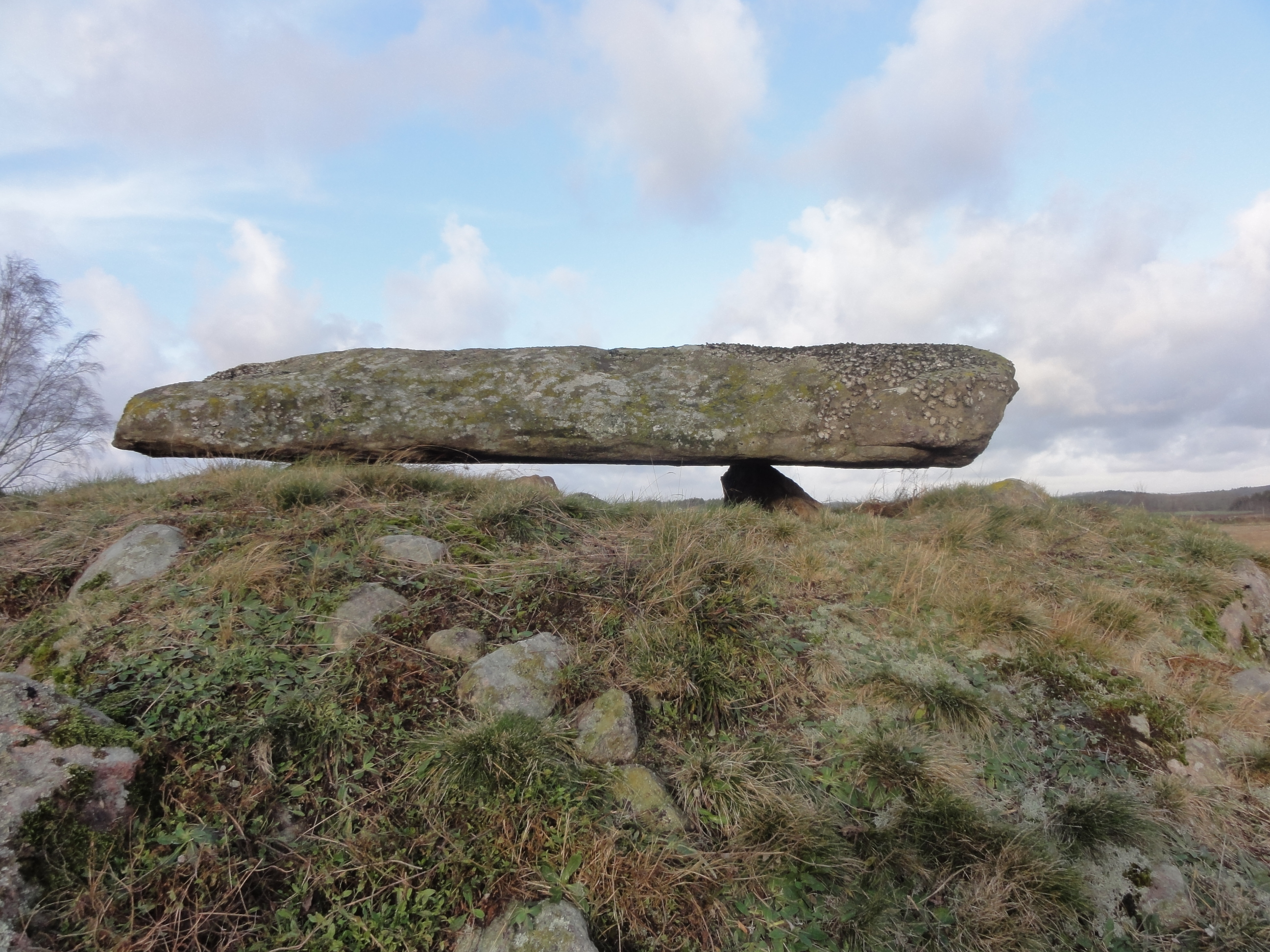
Den östra av dösarna i Klastorp.
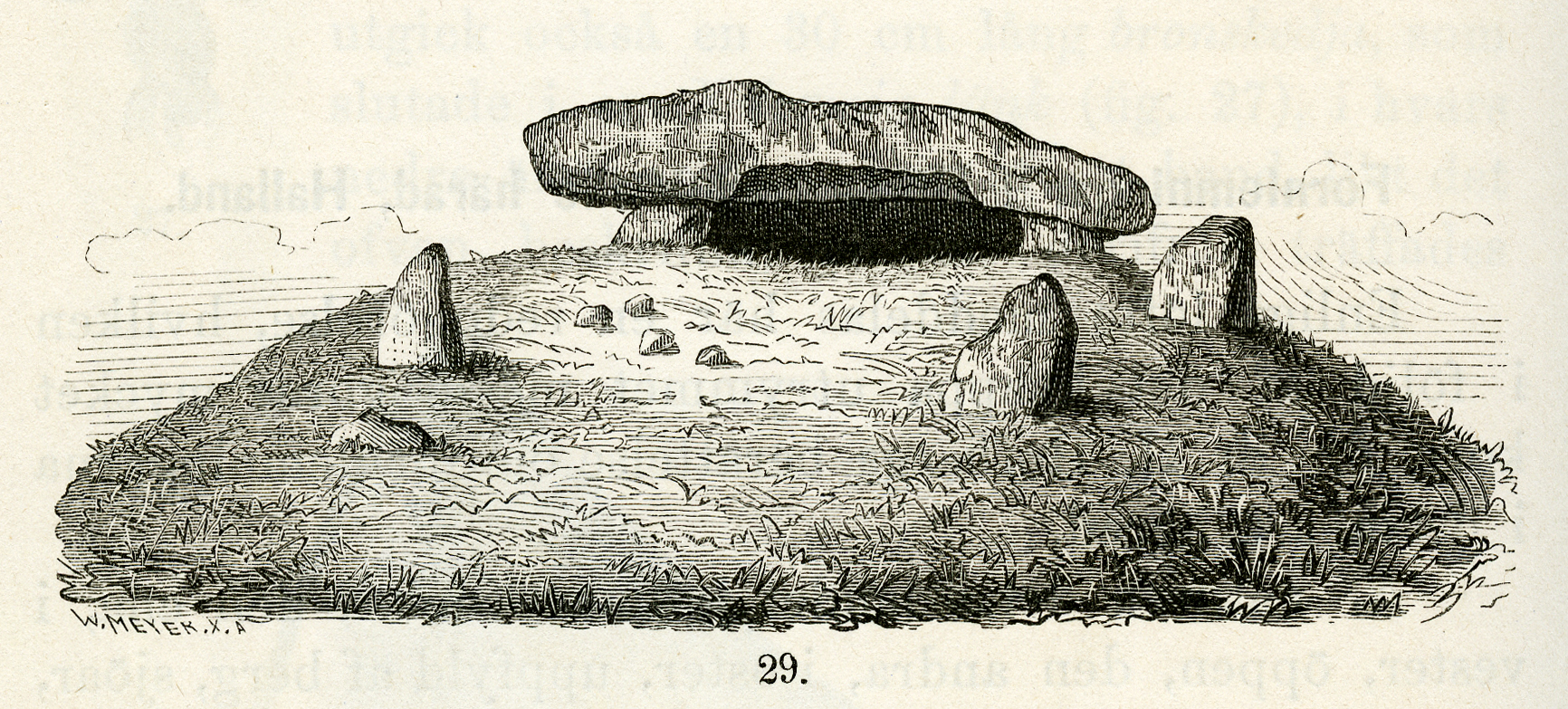
Den östra av dösarna i Klastorp. Träsnitt från 1880.

### Medeltiden
I Gamla Köpstad förekom under tidig medeltid marknader och där fanns, till landhöjningen gjorde det omöjligt, möjligheter för båtar att ankra. Där hittades 1928 två fartyg, de så kallade Galtabäcksskeppet, varav det ena grävdes fram och senare Kol-14 daterades till slutet av 1000-talet eller början av 1100-talet. På land fanns vägförbindelse till Järnmölle och Järnvirke i Sibbarps socken respektive Tvååkers socken, där det förekom utvinning av järn.

### 1800-talet till moderna tid
Genom arbeten i slutet av 1800-talet och början av 1900-talet fick Träslövsläge en ordentlig fiskehamn. 
Träslöv fick sin första lärare 1848, tidigare hade klockaren bedrivit en del undervisning. Sockenstämmen beslutade 1853 att två skolhus skulle byggas, ett i Vare och ett i Träslövs by. Det i Vare blev byggt samma år, medan det i Träslöv stod färdigt 1857, på platsen för Träslövs tidigare kyrkogård. Under de följande årtiondena byggdes fler skolhus, så att det 1892 fanns fyra mindre folkskolor och två större. Ett sjunde läsår infördes 1948.
Träslövsläge fick en telefonväxel 1909. 
Träslövs kyrka byggdes 1850 och ersatte en tidigare kyrka från 1100-talet. I Träslövsläge byggdes 1927 en ny kyrka som heter Träslövsläge kyrka.

## Namnet
Namnet (1406 Träsleuä) kommer från kyrkbyn. Förleden kan innehålla thrättis, 'äng som det tvistas om'. Efterleden är löv, 'arvegods'.

## Befolkningsutveckling
Befolkningen ökade från 1 080 invånare år 1810 till 2 127 invånare år 1880. Därefter varierade folkmängden från årtionde till årtionde till 1950 då den uppgick till 2 584 invånare. 1953 överfördes ett område med 866 invånare till Varbergs stad, 1960 uppgick folkmängden till 1 818 invånare. Därefter ökade folkmängden år 1990 till 4 351. Den stora expansionen ägde rum efter 1970 då folkmängden fortfarande uppgick till 2 129 invånare.
| Befolkningsutvecklingen i Träslövs socken 1750–1990                                                     | Befolkningsutvecklingen i Träslövs socken 1750–1990 | Befolkningsutvecklingen i Träslövs socken 1750–1990 | Befolkningsutvecklingen i Träslövs socken 1750–1990 | Befolkningsutvecklingen i Träslövs socken 1750–1990 |
| --- | --------------------------------------------------- | --------------------------------------------------- | --------------------------------------------------- | --------------------------------------------------- |
| |                                                     |                                                     |                                                     |                                                     |
| År |                                                     |                                                     | Folkmängd                                           |                                                     |
| 1750 | 1750                                                |                                                     | 637                                                 |                                                     |
| 1760 | 1760                                                |                                                     | 765                                                 |                                                     |
| 1769 | 1769                                                |                                                     | 791                                                 |                                                     |
| 1780 | 1780                                                |                                                     | 915                                                 |                                                     |
| 1790 | 1790                                                |                                                     | 1 069                                               |                                                     |
| 1810 | 1810                                                |                                                     | 1 080                                               |                                                     |
| 1820 | 1820                                                |                                                     | 1 314                                               |                                                     |
| 1830 | 1830                                                |                                                     | 1 502                                               |                                                     |
| 1840 | 1840                                                |                                                     | 1 529                                               |                                                     |
| 1850 | 1850                                                |                                                     | 1 691                                               |                                                     |
| 1860 | 1860                                                |                                                     | 1 897                                               |                                                     |
| 1870 | 1870                                                |                                                     | 1 968                                               |                                                     |
| 1880 | 1880                                                |                                                     | 2 127                                               |                                                     |
| 1890 | 1890                                                |                                                     | 2 100                                               |                                                     |
| 1900 | 1900                                                |                                                     | 1 974                                               |                                                     |
| 1910 | 1910                                                |                                                     | 2 009                                               |                                                     |
| 1920 | 1920                                                |                                                     | 2 002                                               |                                                     |
| 1930 | 1930                                                |                                                     | 1 936                                               |                                                     |
| 1940 | 1940                                                |                                                     | 2 262                                               |                                                     |
| 1950 | 1950                                                |                                                     | 2 584                                               |                                                     |
| 1960 | 1960                                                |                                                     | 1 818                                               |                                                     |
| 1970 | 1970                                                |                                                     | 2 129                                               |                                                     |
| 1980 | 1980                                                |                                                     | 3 822                                               |                                                     |
| 1990 | 1990                                                |                                                     | 4 351                                               |                                                     |
| Anm: Källor: Umeå universitet - Tabellverket 1749-1859, Demografiska databasen, CEDAR, Umeå universitet |                                                     |                                                     |                                                     |                                                     |